# Каскоголовые лягушки
Каскоголовые лягушки (лат. Nannophrys) — род земноводных из семейства Dicroglossidae. Эндемики Шри-Ланки. Насчитывает 4 вида. Ранее он включался в большое семейство Ranidae, но филогенетическое исследование на основе ДНК заставило перенести его в семейство Dicroglossidae.
Это плоскотелые лягушки, приспособленные для жизни среди узких горизонтальных скальных трещин вблизи потоков чистой воды.

## Классификация
На ноябрь 2018 года в род включают 4 вида:
- Nannophrys ceylonensis Günther, 1869 — Каскоголовая лягушка
- † Nannophrys guentheri Boulenger, 1882 — Лягушка Гюнтера
- Nannophrys marmorata Kirtisinghe, 1946 — Мраморная лягушка
- Nannophrys naeyakai Fernando, Wickramasinghe & Rodrigo, 2007